# Olle Andersson (tennisspelare)
Anders Olof Antonius "Olle" Andersson, född 29 december 1895 i Gävle, död 6 maj 1974, var en svensk tennisspelare. Han tävlade i herrarnas dubbel i sommar-OS 1920 tillsammans med Henning Müller, och slutade på en niondeplats.